# Антон Георгиев
Антон Славчев Георгиев е елекроинженер, специалист по телекомуникации, възпитаник и преподавател в Техническия университет, Варна, а от 2020 г. – професор във Варненския медицински университет.

## Биография
Антон Славчев Георгиев е роден в Бургас на 30 август 1960 г. През 1979 г. завършва средното си образование в Техникума по механотехника, преименуван по-късно на Професионална гимназия по механоелектротехника и електроника, в Бургас. От 1979 до 1981 г. отбива военната си служба. От 1981 до 1986 г. е студент в Техническия университет във Варна, където завършва магистърска степен по специалност „Съобщителна техника“. От 1989 до 1993 г. е докторант в Техническия университет в София.
Повече от 32 години е преподавател във Варненския технически университет, от 1988 до 2020 г. От 2019 година проф. Антон Славчев Георгиев е преподавател в Медицински университет Варна.

## Кариера
- Участник в научни проекти, съвместно с ТУ София, свързани с изследвания на проблемите с надеждността, проучване на причините за ниската надеждност, събиране и обработка на данни за отказите, анализ на причините за тях и предложения за повишаване на експлоатационната надеждност на аналоговите уплътнителни телефонни системи УТС 100.  Проектите са стартирани през 1989 и през 1991 г. и са възложени от Комитета по съобщения и информатика към Министерския съвет.
- Кандидат на техническите науки от януари 1994 г.
- От 2011 до 2015 г. е заместник-декан по учебната работа на Факултета по електроника във Варна.
- Началник "Учебен отдел" на Технически университет Варна от 2015 до 2019 г.

- Председател на Държавната комисия за присъждане на бакалавърска степен в катедра Електроника и микроелектроника от 2012 – 2019 г.

- Доктор на техническите науки – от 8.02.2016 г.
- Професор в ТУ Варна от октомври 2019 г.
- От февруари 2020 г. е професор в Медицински университет, Варна, в катедрата по медицинска апаратура, електронни и информационни технологии в здравеопазването[2]
- Автор или съавтор е на над 160 научни публикации, от които над 30 учебника и учебни пособия.

## Научни интереси
- Надеждност на електронната апаратура
- Извличане на данни
- Теория на вероятностите

## Любопитни факти
- Участие в 40-ата юбилейна международна пролетна конференция по технологии в електрониката през 2017 г. в София, под егидата на IEEE (Институт на инженерите по електротехника и електроника), с организационното съдействие на Дрезденския технически университет.[3]
- През 2019 г. е участник в кандидат ректорската кампания, според публикуван страничен коментар на събитието в offnews.bg и на moreto.net.[4][5]